# Die Dubrow-Krise
Die  Dubrow-Krise ist ein deutscher Fernsehfilm von Eberhard Itzenplitz nach einem Drehbuch von Wolfgang Menge.

## Handlung
Dieses Fernsehspiel folgt einem Gedanken-Experiment: Was passiert, wenn die innerdeutsche Grenze im Jahre 1969 plötzlich verschoben wird und sich die Bewohner eines DDR-Dorfs buchstäblich über Nacht im Westen, in der Bundesrepublik Deutschland, wiederfinden?
Die Geschichte spielt an der innerdeutschen Grenze. Im fiktiven mecklenburgischen Dorf Dubrow demontieren mitten in der Nacht Arbeitstrupps der NVA Zäune und Schussanlagen und entfernen Stacheldraht und Minenfelder, die allerdings gleich hinter dem Örtchen wieder neu verlegt bzw. wiederaufgebaut werden. Was ist geschehen? Handelt es sich bei diesen Maßnahmen um eine einseitige DDR-Entscheidung, ein Versehen oder gar eine staatliche Provokation? Keiner weiß etwas genaues, und die perplexen Dubrower Neubürger der Bundesrepublik fühlen sich regelrecht überrumpelt und können sich keinen Reim auf diese Aktion machen. Neben neuen Freiheiten sind durch diese Maßnahmen aber auch neue Probleme entstanden: Die Dubrower können nun nicht mehr ihre Kontakte zu den Nachbarn im Hinterland pflegen; der Verlauf des schwer gesicherten Grenzzauns ist nun von der westlichen Dorfgrenze an den östlichen Rand Dubrows gewandert. Verwirrung aller Orten, die die Dubrower zu sehr unterschiedlichen Reaktionen hinreißen. Die Ereignisse in dem Dörfchen lösen eine internationale Krise und hektische Aktivitäten zwischen den Mächten aus. Sie endet als Fernsehdiskussion zwischen Ost- und anderen Experten. Am Ende stellt sich heraus, dass Dubrow laut historischem Kartenmaterial von 1689 zum Herzogtum Lauenburg gehört und somit Teil der heutigen Bundesrepublik ist, was allerdings niemanden daran hindert, die Grenzkorrektur am Ende der Geschichte wieder rückgängig zu machen.
„Den Autor Wolfgang Menge interessierten bei dieser politischen Fiktion … vor allem drei Aspekte: Wie verhalten sich die Einwohner von Dubrow, die alle – ob als LPG-Bauer, Parteisekretär, Volkspolizist oder als Pfarrer – inzwischen zumindest funktionell in das gesellschaftliche System der DDR integriert waren; wie sieht das aus, wenn plötzlich, von einem Tag zum anderen, der bundesdeutsche Alltag über ein Dorf in Mecklenburg hereinbricht; und wie reagiert Bonn, welche Maßnahmen ergreift die Bundesregierung?“

## Produktionsnotizen
Die Dubrow-Krise entstand 1968 unter Mitwirkung der Dorfbewohner im niedersächsischen Ort Prezelle im Landkreis Lüchow-Dannenberg (Zonenrandgebiet) und wurde am 9. Januar 1969 in der ARD erstmals ausgestrahlt.
Eberhard Forck war Produktionsleiter. Wolfgang Schünke entwarf das Szenenbild, Irmgard Kaiser die Kostüme.

## Kritiken
Die Fernsehkritik fand durchweg lobende Worte für die Arbeit Menges und Itzenplitz’:
Im Lexikon des internationalen Films heißt es: „Seinerzeit mehrfach preisgekrönter Fernsehfilm, der eine deutsch-deutsche ‚Wiedervereinigung‘ im Kleinformat durchspielt und auf bemerkenswert hellsichtige Weise die Probleme beim Zusammenprall zweier recht verschiedener Lebensweisen ausmalt.“
Egon Netenjakob schreibt im Eintrag Wolfgang Menges in seinem Fernsehlexikon: „Mit einer erstaunlichen dramaturgischen Erfindung … nimmt M. in Die Dubrow-Krise (1969) die Wiedervereinigung vorweg und zeigt zu erwartende Umstellungsprobleme der Neubürger“.